# بیشلیه (متروی میلان)
بیشِلیِه (ایتالیایی: Bisceglie) ایستگاهی در خط ۱ متروی میلان در میلان ایتالیا است. این ایستگاه در ۲۱ مارس ۱۹۹۲ افتتاح شد. این ایستگاه پایانه غربی خط ۱ متروی میلان است.